# VA-111 Skhval

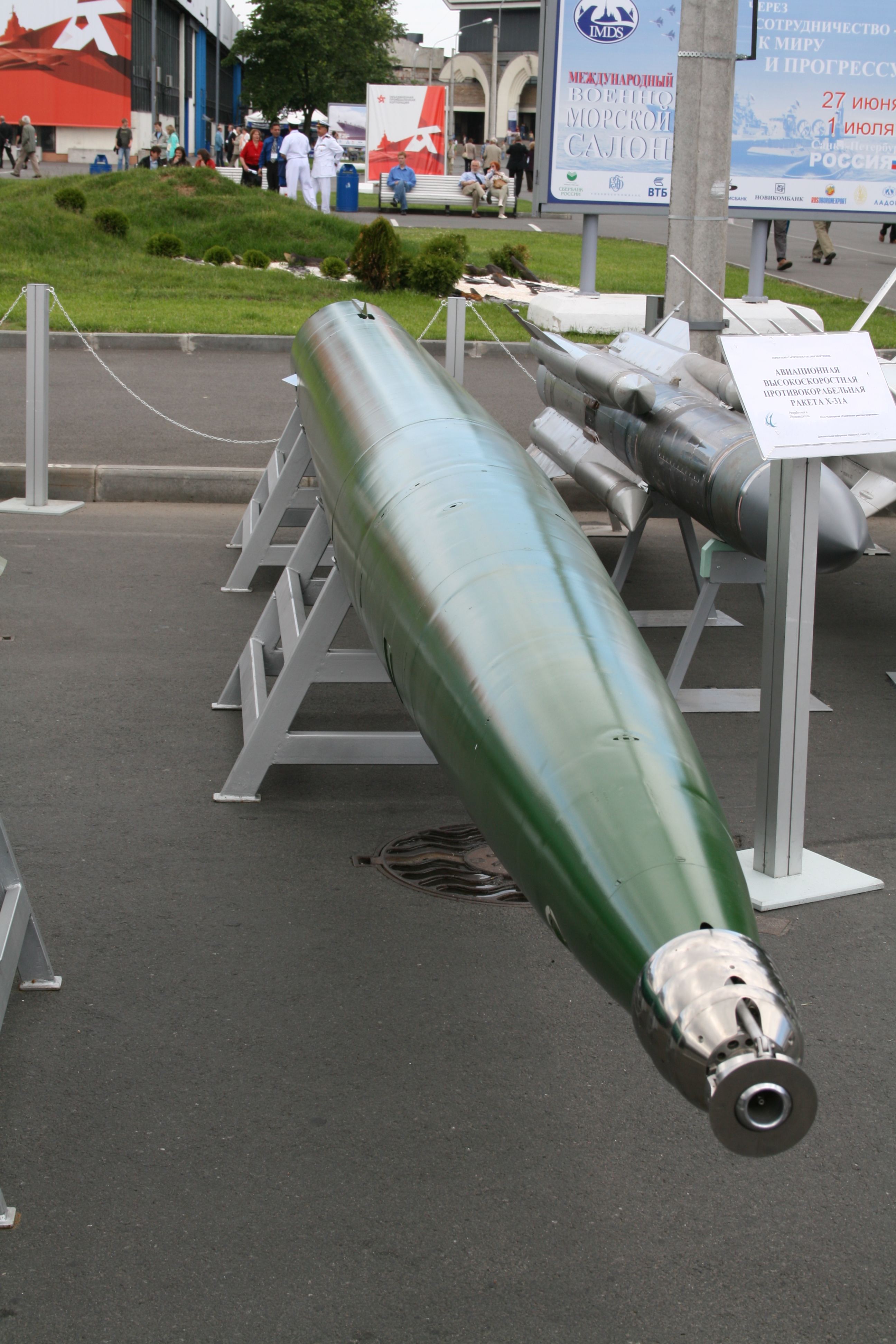
VA-111 Skhval

O VA-111 Shkval (do russo: шквал - aguaceiro) e seus descendentes são torpedos de supercavitação desenvolvidos pela marinha da Rússia. Eles são capazes de chegar a velocidade de ate 370 km/h. O comprimento do torpedo é de 8,2 metros, o diâmetro é de 533 mm e seu peso é de 2.700 kg.